# Ulrich Neisser
Ulric Gustav Neisser (Kiel, 8 de dezembro de 1928 - Ithaca,17 de fevereiro de 2012) foi um psicólogo americano nascido na Alemanha e membro da Academia Nacional de Ciências dos EUA.
Ele foi referido como o "pai da psicologia cognitiva". [carece de fontes?] Neisser pesquisou e escreveu sobre percepção e memória. Ele postulou que os processos mentais de uma pessoa poderiam ser medidos e subseqüentemente analisados. Em 1967, Neisser publicou a obra Psicologia Cognitiva, que ele mais tarde disse ser considerado um ataque aos paradigmas psicológicos behavioristas. A Psicologia Cognitiva trouxe a fama instantânea e reconhecimento de Neisser no campo da psicologia. Embora a Psicologia Cognitiva fosse considerada não convencional, foi Cognição e Realidade de Neisser que continha algumas de suas ideias mais controversas. Um tema principal em Cognição e Realidade é a defesa de Neisser para experimentos em percepção que ocorrem em ambientes naturais ("ecologicamente válidos"). Neisser postulou que a memória é, em grande parte, reconstruída e não um instantâneo do momento. Neisser ilustrou isso durante um de seus estudos altamente divulgados sobre as memórias das pessoas sobre a explosão do ônibus espacial Challenger. Em sua carreira posterior, ele resumiu as pesquisas atuais sobre inteligência humana e editou a primeira grande monografia acadêmica sobre o efeito Flynn. Uma pesquisa da revista General Psychology, publicada em 2002, classificou Neisser como o 32º psicólogo mais citado do século XX.

## Início de vida
Ulric Gustav Neisser nasceu em Kiel, Alemanha, em 8 de dezembro de 1928. O pai de Neisser, Hans Neisser, era um eminente economista judeu que havia previsto as ações militaristas de Hitler na Europa e, como precaução, emigrou para os Estados Unidos da América em 1933. A mãe de Neisser, Charlotte ("Lotte") Neisser, era uma católica cadente que tinha sido muito ativa no movimento de mulheres na Alemanha e tinha uma licenciatura em sociologia. Os pais de Neisser se casaram em 1923. Neisser também tinha uma irmã mais velha, Marianne, que nasceu em 1924. Neisser era um garotinho gordinho, então adotou um nome que se traduz exatamente em "Der kleine Dickie". Isso mais tarde foi reduzido a apenas "Dick".
O pai de Neisser deixou a Alemanha muito rapidamente; o resto da família se juntou a ele na Inglaterra alguns meses depois. Eles navegaram para os Estados Unidos em um transatlântico chamado "Hamburg", chegando em Nova York em 15 de setembro de 1933.
O principal objetivo de Neisser era se encaixar e ter sucesso na América. Ele teve um interesse particular no beisebol , que, acredita-se, desempenhou um "papel indireto, mas importante, nos interesses psicológicos" dele. O apelo de Neisser para o beisebol o esclareceu sobre uma ideia que ele mais tarde chamaria de " memória de flash ".
O nome de Neisser originalmente tinha um "h" no final (Ulrich), mas ele acreditava que era muito alemão e a maioria de seus amigos não podia pronunciar corretamente seu nome, então ele finalmente deixou cair o "h". Lindzey e Runyan também notaram que Neisser também tinha o apelido de "Dick". Neisser afirmou que tanto "Ulric" (sem o "h") e "Dick" eram naturais para ele.

## Educação
Neisser frequentou Harvard no final da década de 1940, trabalhando para um curso de psicologia. Neisser se formou summa cum laude em 1950. Ele havia se tornado um "infracaninófilo", que se traduz como "amante de azarão". Neisser escreveu que seu entusiasmo superou em muito sua habilidade em jogar beisebol, ele disse que ele era o "garoto que sempre foi escolhido por último" para jogar. Ele havia contribuído para explicar por que ele tinha uma "simpatia por toda a vida com o azarão". Neisser também afirmou que este foi provavelmente um fator contribuinte para o porquê ele foi atraído pela psicologia da Gestalt ; ele considerou que era um prejudicado no departamento.
George A. Miller supervisionou a pesquisa de tese de Neisser, que o ajudou a ser admitido no programa de mestrado do Swarthmore College. Neisser queria frequentar o Swarthmore College porque era lá que Wolfgang Köhler, um dos fundadores da psicologia da Gestalt, era membro do corpo docente. Em vez de trabalhar com Wolfgang Kohler, ele acabou trabalhando com o assistente de Kohler, Hans Wallach. Neisser também conheceu e tornou-se amigo de um novo professor assistente, Henry Gleitman. Neisser se formou como mestre em 1952.
Neisser passou a obter seu doutorado do Departamento de Relações Sociais de Harvard em 1956. De acordo com Fancher e Rutherford, ele completou sua dissertação em Psicofísica. Ele passou um ano depois como instrutor em Harvard. Ele passou a ensinar em Brandeis e na Universidades Emory, antes de se estabelecer em Cornell. Enquanto estava na Universidade Brandeis, localizada em Waltham, Neisser expandiu seu horizonte psicológico de acordo com Fancher e Rutherford. Fancher e Rutherford também escreveram que o chefe do departamento de Neisser era Abraham Maslow. De acordo com Cutting, Neisser sentiu uma "profunda simpatia pelo humanismo idealista" de Abraham Maslow. Maslow também estava profundamente interessado pela psicologia da Gestalt.
Oliver Selfridge, um jovem cientista da computação do Lincoln Laboratories do MIT, foi o próximo indivíduo a influenciar Neisser. Selfridge tinha sido um defensor da inteligência de máquinas. Neisser e Selfridge se tornaram amigos, o que foi crucial para a carreira de Neisser. Fancher e Rutherford explicam que Neisser havia se tornado consultor em tempo parcial no laboratório de Selfridge, onde os dois haviam começado a trabalhar juntos em um programa. Selfridge junto com Neisser produziu o "modelo de pandemônio de reconhecimento de padrões^, que apareceu na Scientific American em 1950. Depois de trabalhar com Selfridge, Neisser recebeu vários subsídios e começou a trabalhar em diferentes áreas envolvendo o pensamento, logo depois ele se mudou para a Universidade da Pensilvânia. É ali que ele escreveria Psicologia Cognitiva.

## Trabalho e carreira
O crescimento moderno da psicologia cognitiva recebeu um grande impulso a partir da publicação, em 1967, dos primeiros e mais influentes livros de Neisser: a Psicologia Cognitiva.
Em 1976, Neisser escreveu Cognition and Reality, em que expressou três críticas gerais ao campo da psicologia cognitiva. Primeiro, ele estava insatisfeito com o modelo de programação linear da psicologia cognitiva, com sua ênfase exagerada em modelos peculiares de processamento de informações usados para descrever e explicar o comportamento. Segundo, ele achava que a psicologia cognitiva não havia conseguido abordar os aspectos e funções cotidianos do comportamento humano. Ele atribuiu a culpa, em grande parte, à excessiva dependência de tarefas laboratoriais artificiais que se tornaram endêmicas à psicologia cognitiva em meados da década de 1970. Nesse sentido, ele sentiu que a psicologia cognitiva sofreu uma grave desconexão entre as teorias de comportamento testadas pela experimentação de laboratório e o comportamento do mundo real, que ele chamou de falta de validade ecológica. Por último, e talvez mais importante, ele passou a sentir um grande respeito pela teoria da percepção direta e da coleta de informações que foi promulgada pelo proeminente psicólogo perceptivo JJ Gibson e sua esposa, a "grande dama" da psicologia do desenvolvimento, Eleanor J. Gibson. Neisser, neste livro, chegou à conclusão de que a psicologia cognitiva tinha pouca esperança de alcançar seu potencial sem tomar uma nota teórica cuidadosa sobre o trabalho de Gibson sobre a percepção, argumentando que a compreensão do comportamento humano envolve primeiro uma análise cuidadosa das informações disponíveis para qualquer percepção. organismo.
Em 1981, Neisser publicou a memória de John Dean: um estudo de caso, em relação ao testemunho de John Dean sobre o escândalo de Watergate.
Em 1995, ele chefiou uma força-tarefa da Associação Americana de Psicologia que revisou o livro The Bell Curve e controvérsias relacionadas ao estudo da inteligência, em resposta às alegações sendo avançadas em meio à controvérsia em torno de The Bell Curve. A força-tarefa produziu um relatório de consenso "Inteligência: Conhecidos e Desconhecidos". Em abril de 1996, Neisser presidiu uma conferência na Emory University, que se concentrou em mudanças seculares nos resultados dos testes de inteligência.
Em 1998, ele publicou The Rising Curve: Ganhos de Longo Prazo em QI e Medidas Relacionadas.
Ele era membro do conselho da Fundação da Síndrome da Memória Falsa.
Durante sua vida, Neisser foi um Guggenheim e Sloan Fellow.

## Pesquisa sobre memória
Em 1981, Neisser cunhou o termo memória "repisódica". O termo se origina de um estudo de caso conduzido por John Dean, ex-assessor de Richard Nixon. O estudo de caso compara e contrasta o testemunho dado por Dean sobre o assunto do escândalo de Watergate em pessoa às conversas gravadas de Dean. Neisser identifica que as memórias de Dean eram em grande parte egocêntricas, concentrando-se mais em seus papéis e importância nas situações. Neisser identifica, no entanto, que as memórias de Dean não são nem episódicas (autobiográficas: tempos, lugares, etc.), nem semânticas (conhecimento geral). Em vez disso, Neisser ilustrou que Dean estava descrevendo episódios específicos (conversas), mas quando comparado com as fitas estava em grande parte incorreto. Em última análise, isso levaria Neisser a distinguir as memórias de Dean como "repisódicas" ou, como afirma Neisser em seu estudo de caso, "o que parece ser um episódio lembrado representa uma série repetida de eventos e reflete um estado genuinamente existente". Neisser identificou o testemunho de Dean como um erro comum na memória, em que indivíduos vão consertar experiências repetidas ou eventos em uma única memória. O estudo de caso de John Dean ilustrou a crença de Neisser de que a memória é construída, um aspecto importante da psicologia cognitiva.

## Memórias de flash
O conceito de memórias de flash é descrito pela primeira vez por Brown e Kulik em seu artigo de 1977 sobre memórias do assassinato de John F. Kennedy. O conceito de memória flash é derivado da ideia de que a alta excitação emocional, em conjunto com surpresa, estresse e significado, produzirá uma memória vívida e precisa do momento em que alguém aprende sobre um evento. Neisser procurou desafiar essa concepção de memória ao empreender um estudo das memórias individuais da explosão do Ônibus Espacial Challenger. Imediatamente após a explosão do Challenger em janeiro de 1986, Neisser distribuiu um questionário para uma turma de calouros pedindo aos participantes para identificar as principais informações relacionadas a onde eles estavam, com quem estavam, que horas eram e quando ocorreu a explosão do Challenger. Três anos mais tarde, Neisser entrevistou os estudantes agora seniores usando a mesma pesquisa para examinar a precisão de sua memória. Neisser descobriu que, de fato, havia alguns lapsos consideráveis nas memórias dos alunos, apesar da confiança do aluno na exatidão de suas memórias. As descobertas de Neisser desafiaram a concepção de que as memórias de flash são virtualmente sem erros. Neisser continuou a conduzir pesquisas sobre memórias de flash em um esforço para redefinir como nós construímos o conceito de memória.
Neisser continuou sua pesquisa sobre a construção da memória estudando as lembranças individuais do terremoto de 1989 na Califórnia. Neste estudo, Neisser examinou a diferença de memória entre os indivíduos que vivenciam o evento, em oposição aos indivíduos que ouviram sobre o evento. Neisser examinou temas em Atlanta e nos campi da Universidade da Califórnia em Berkeley e Santa Cruz. Neisser emitiu pesquisas para obter o impacto emocional do terremoto no indivíduo, além de relatos das memórias do indivíduo do terremoto para identificar melhor a associação entre memória e emoção. Na primavera de 1991, Neisser contatou os participantes para comparar os relatos correntes do terremoto com os relatos anteriores do terremoto. Neisser descobriu que, em comparação com os participantes em Atlanta, os estudantes da Califórnia geralmente tinham lembranças melhores e mais precisas do terremoto.

## Morte
Neisser morreu devido à doença de Parkinson em 17 de fevereiro de 2012 em Ithaca, Nova York.

## Publicações

### Livros e capítulos de livros
- Neisser, U. (1967). Psicologia cognitiva. Penhascos de Englewood: Prentice-Hall. ISBN 978-0131396678
- Neisser, U. (1976). Cognição e realidade: Princípios e implicações da psicologia cognitiva . Nova Iorque: Freeman. ISBN 978-0716704775
- Neisser, U. (1987). Conceitos e desenvolvimento conceitual: Fatores ecológicos e intelectuais na categorização. Nova York, NY EUA: Cambridge University Press. ISBN 978-0521378758
- Neisser, U. & Harsch, N. (1992). Flash fantasmas: Falsas lembranças de ouvir as notícias sobre o Challenger. Em E. Winograd, U. Neisser (Eds.), Afeto e precisão na recordação: Estudos de memórias de "flashes" (pp. 9–31). Nova York, NY EUA: Cambridge University Press. ISBN 978-0521401883
- Neisser, U. (1993). O eu percebido: fontes ecológicas e interpessoais de autoconhecimento . Cambridge Inglaterra: Cambridge University Press. ISBN 978-0521415095
- Neisser, U. & Jopling, DA (1997). O eu conceitual no contexto: Cultura, experiência, autocompreensão. Nova York, NY EUA: Cambridge University Press. ISBN 978-0521153607
- Neisser, U. & American Psychological Association. (1998). A curva ascendente: ganhos de longo prazo em QI e medidas relacionadas . Washington, DC: Associação Americana de *Psicologia. ISBN 978-1557985033
- Neisser, U. & Hyman, IE (2000). Memória observada: Lembrando em contextos naturais . Nova Iorque: Worth Publishers. ISBN 978-0716733195
- Neisser, U. (2003). Psicologia cognitiva. Em, A história da psicologia: questões fundamentais (pp. 447–466). Nova York, NY EUA: Oxford University Press. ISBN 978-0195151541
- Neisser, U. & Winograd, E. (2006). Lembrando reconsiderada: Abordagens ecológicas e tradicionais ao estudo da memória . Cambridge: Cambridge Univ. Pressione. ISBN 978-0521485005
- Neisser, U. (2007). Ulric Neisser. Em G. Lindzey, WM Runyan (Eds.), Uma história da psicologia na autobiografia, vol. IX (pp. 269–301). Washington, DC EUA: Associação Americana de Psicologia. ISBN 978-1591477969
- Neisser, U. & Fivush, R. (2008). O eu lembrando: Construção e precisão na narrativa própria . Cambridge: Cambridge University Press. ISBN 9780521087919

### Artigos de revistas
- Neisser, U (1985). "O papel da teoria no estudo ecológico da memória: Comente sobre Bruce". Revista de Psicologia Experimental: Geral . 114 (2): 272-276. doi : 10.1037 / 0096-3445.114.2.272 .
- Neisser, U (1991). "Dois aspectos perceptivelmente dados do eu e seu desenvolvimento". Revisão de desenvolvimento . 11 (3): 197-209. doi : 10.1016 / 0273-2297 (91) 90009-D.
- Neisser, U (1994). "Sistemas múltiplos: uma nova abordagem à teoria cognitiva". Revista Européia de Psicologia Cognitiva . 6 (3): 225-241. doi : 10.1080 / 09541449408520146 .
- Neisser, U (1994). "Autopercepção e autoconhecimento". Psyke e Logos . 15 (2): 392-407.
- Neisser, U .; Boodoo, G; Bouchard; Boykin, A .; Brody, N; Ceci, SJ; Urbina, S. (1996). "Inteligência: Conhecidos e desconhecidos". Psicólogo americano . 51 (2): 77-101. doi : 10.1037 / 0003-066X.51.2.77 .
- Neisser, U .; Winograd, E .; Bergman, ET; Schreiber, CA; Palmer, SE; Weldon, M. (1996). "Lembrando o Terremoto: Experiência Direta versus Ouvir as Notícias". Memória . 4 (4): 337-357. doi : 10.1080 / 096582196388898 . PMID 8817459 .
- Neisser, U (2003). "Novas direcções para memórias Flash: comentários sobre a edição especial ACP". Psicologia Cognitiva Aplicada . 17 (9): 1149-1155. doi : 10.1002 / acp.1005 .
- Neisser, U (2004). "Desenvolvimento de memória: novas perguntas e antigas". Revisão de desenvolvimento . 24 (1): 154-158. doi : 10.1016 / j.dr.2003.09.002 .